# Îlot de Fora (Porto Santo)
Ne doit pas être confondu avec Îlot de Fora.
L'îlot de Censuras (en portugais : Ilhéu de Fora) est un îlot situé dans la municipalité de Porto Santo, à Madère, au Portugal.